# Autoportret (obraz Rembrandta, 1655)
Autoportret – obraz olejny (autoportret) namalowany przez holenderskiego malarza Rembrandta, w roku 1655 lub 1659. Należy do kolekcji Scottish National Gallery.

## Opis
Rembrandt namalował ten portret w wieku około 50 lat. Uwagę zwraca jego bezpośrednie spojrzenie, sprawiające wrażenie konfrontacji z widzem. Postać jest umieszczona blisko krawędzi obrazu, z dużym zbliżeniem głowy. Głowa jest odwrócona pod dużym kątem, policzek przylega do podniesionego kołnierza. Na twarzy widoczne są ślady czasu, malarz w obiektywny sposób oddaje kolorystykę i teksturę starzejącej się skóry. Artysta pozostawił po sobie ponad osiemdziesiąt obrazów, rycin i rysunków, które dokumentują jego wygląd na przestrzeni czasu i odzwierciedlają koleje życia. Potwierdzają również jego niezwykłą energię twórczą, obecną nawet w obliczu osobistego kryzysu. Do czasu namalowania tego dzieła w 1655 malarz doświadczył trudności osobistych i finansowych.
W dolnej części obrazu po prawej widoczny jest podpis i fragment daty 165?, ostatnia cyfra nie jest jasna, możliwe, że jest to „9”.